# Pacifica (Kalifornia)
Pacifica város az USA Kalifornia államában, San Mateo megyében. Lakosainak száma 38 640 fő (2020. április 1.).

## Népesség
A település népességének változása:

| 2010 | 37 234 |
| 2020 | 38 640 |